# ایندیان ویلیج (شهرستان نوبل، ایندیانا)
ایندیان ویلیج (به انگلیسی: Indian Village) یک منطقهٔ مسکونی در ایالات متحده آمریکا است که در شهرستان نوبل، ایندیانا واقع شده‌است. ایندیان ویلیج ۲۷۰٫۰۶ متر بالاتر از سطح دریا واقع شده‌است.